# Max Borrack
Max Borrack (* 11. August 1901; † 19. Februar 1945 im Zuchthaus Brandenburg) war ein deutscher Sozialist und Widerstandskämpfer.

## Leben

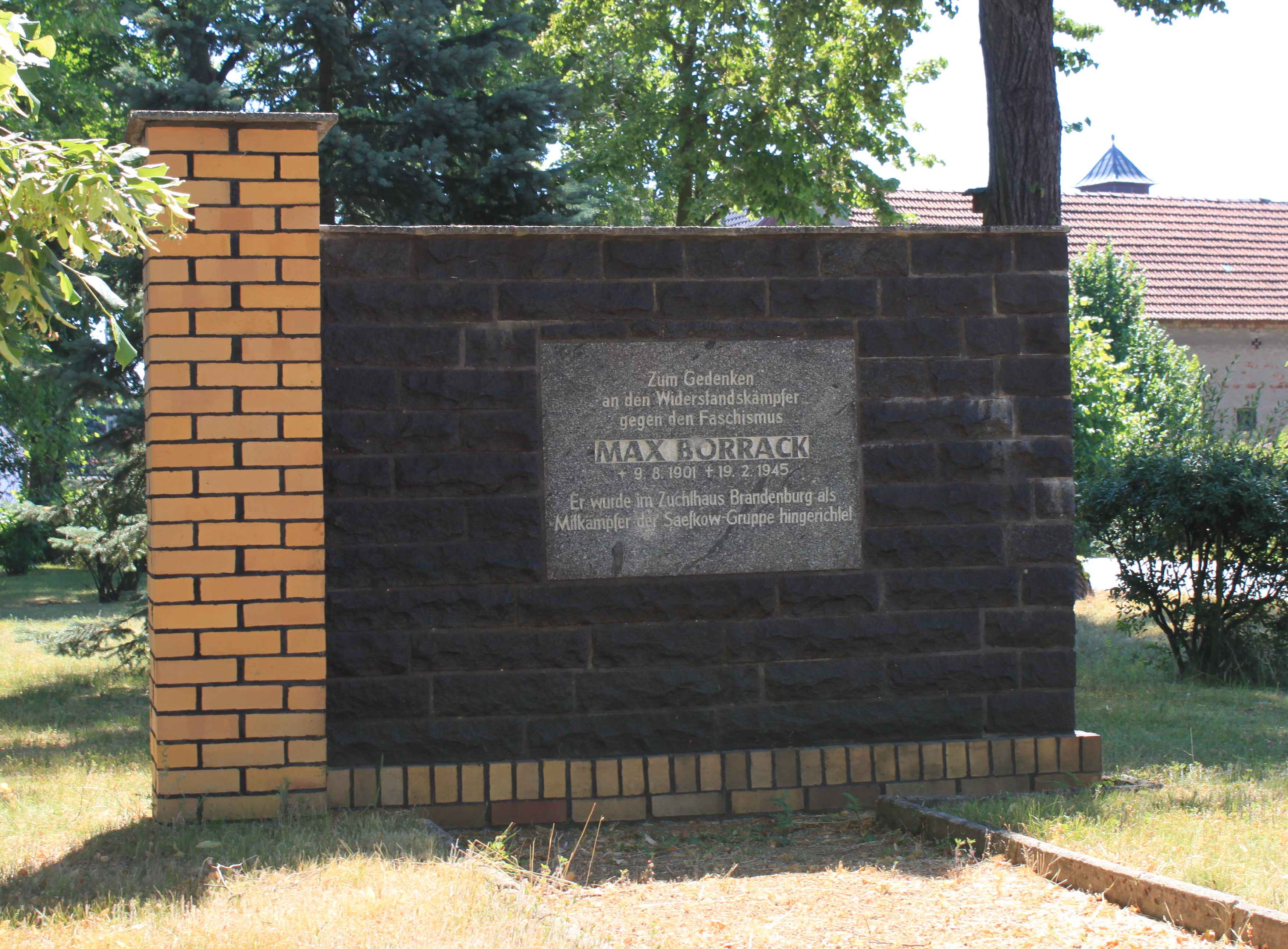
Denkmal in Domsdorf zu Ehren von Max Borrack

Max Borrack, Sohn einer Bergarbeiterfamilie, wuchs in der südbrandenburgischen Gemeinde Domsdorf mit elf Geschwistern auf. Bevor er Mitte der 1920er Jahre nach Berlin verzog, wo er als Handelsvertreter tätig war, arbeitete er nach seinem Schulabschluss im Domsdorfer Bergbau. Später heiratete er Marta, die Tochter eines Bad Liebenwerdaer Bahnwärters.
Direkt nach der Machtergreifung Hitlers Anfang 1933 wurde Borrack, welcher Mitglied der SPD war, am 30. Januar 1933 für zwei Tage in Haft genommen. Als er nach der im März 1935 erfolgenden Wiedereinführung der allgemeinen Wehrpflicht in Deutschland Kritik übte, wurde er erneut verhaftet und zu einer Gefängnisstrafe verurteilt.
Am 11. Januar 1945 stand Borrack gemeinsam mit seiner Frau Marta vor dem Volksgerichtshof. Die Anklage lautete „Vorbereitung zum Hochverrat“. Beide sollen Paul Hinze, einem aus dem Oderbruch stammenden Kommunisten, den Borrack bereits seit längerer Zeit kannte, zeitweise Unterkunft und Begünstigung gewährt haben. Außerdem soll Borrack im November 1943 auf einer Geschäftsreise das Flugblatt „Die Anklage“ in einem Wagenabteil, welches er von Hinze erhalten hatte, an einen Feldwebel weitergereicht haben. Daraufhin wurde er sofort verhaftet, kurze Zeit später aber wieder auf freien Fuß gesetzt.
Borrack wurde im Zusammenhang mit der Festnahme Hinzes im April 1944 erneut verhaftet, da vermutet wurde, dass beide Verbindung zu den Widerstandsgruppen von Robert Uhrig und Anton Saefkow hatten, beziehungsweise ihnen angehörten.
Unter Vorsitz des Senatspräsidenten Kurt Albrecht wurde Max Borrack wegen „Vorbereitung zum Hochverrat in erschwerter Form“ sowie Wehrkraftzersetzung zum Tode verurteilt. Am 19. Februar 1945 wurde er im Zuchthaus Brandenburg hingerichtet. Borracks Urne wurde seinem Wunsch entsprechend später in Domsdorf beigesetzt. Seine Frau Marta erhielt eine zweijährige Gefängnisstrafe, da sie Paul Hinze und ihren Mann nicht angezeigt hatte. Hinze wurde kurz vor Kriegsende am 20. April 1945 im Alter von 39 Jahren in Brandenburg-Görden hingerichtet.

## Würdigungen
- In seiner Heimatgemeinde Domsdorf erinnert seit 1985 ein Denkmal an Max Borrack.
- Borracks Name steht auch auf einer im Jahr 1947 zum Tag der Opfer des Faschismus enthüllten Gedenktafel, die im 1. Stock des früheren Rathauses Kreuzberg in der Yorckstraße 4 in Berlin zu sehen ist.[5]